# Suphisellus anticicollis
Suphisellus anticicollis is een keversoort uit de familie diksprietwaterkevers (Noteridae). De wetenschappelijke naam van de soort werd in 1950 gepubliceerd door Félix Guignot.